# Beverly Hills Cop: Axel F
Beverly Hills Cop: Axel F ist eine US-amerikanische Action-Filmkomödie, die am 3. Juli 2024 beim Streaming-Dienst Netflix erschien. Es ist der vierte Teil der Beverly-Hills-Cop-Reihe. Die Hauptrolle spielt erneut Eddie Murphy.

## Handlung
Axel Foley ist nach über vierzig Jahren immer noch ein einfacher Polizist (Detective) in Detroit und lebt nach wie vor in derselben Wohnung. Sein guter Freund Jeffrey Friedman ist nun bereits seit einigen Jahren sein Vorgesetzter. Foleys 32-jährige Tochter, Jane Saunders, mit der er schon seit ihrer Kindheit keinen richtigen Kontakt mehr hatte, übernimmt pro bono als Strafverteidigerin einen Fall eines vermeintlichen Polizistenmörders in Beverly Hills. Kurz darauf wird ein Einschüchterungsversuch gegen sie unternommen, mit dem Hinweis, den Fall nicht weiterzuverfolgen.
William „Billy“ Rosewood, der inzwischen als Privatdetektiv arbeitet, ruft daraufhin Axel Foley aus Kalifornien an und erzählt ihm von dem Vorfall und dass er Jane damit beauftragt hat, da an dem Fall etwas nicht stimmt und er auch weitere Beweise hat. Kurz darauf verschwindet Billy spurlos. Axel fliegt direkt nach dessen Anruf nach Beverly Hills und sucht in dem „Büro“ (einem Motelzimmer) seines Freundes Billy nach diesem und stört dabei offenbar einige Gangster bei der Suche nach etwas. Nach einer wilden Verfolgungsjagd quer durch Beverly Hills wird Axel verhaftet und landet dadurch auf dem Beverly Hills Police Department (BHPD).
Nachdem Axel seine Tochter Jane überzeugt hat, ihn aus der Untersuchungshaft zu holen, stellt sich heraus, dass der für Axel zuständige Detective, Bobby Abbott, der Ex-Freund seiner Tochter ist. John Taggart ist inzwischen der Chief des BHPD und redet kurz mit Axel. Bei dem Gespräch lernt Axel dann Captain Cade Grant kennen und erfährt, dass der ermordete Polizist Copeland zu Grants Leuten (einer gemeinsamen Drogen-Taskforce) gehörte. Die Korruptionsvorwürfe gegen Copeland weist Grant zurück. Axel missfallen dabei Grants Auftreten sowie auch seine teuren Schuhe. 
Bei der Untersuchung eines Hinweises auf den Abschlepphof, auf dem das Auto steht in dem der Mord an Copeland stattfand, stellt sich heraus, dass Billy eine Videokamera in dem Auto versteckt und er sich die SD-Karte daraus an dem Abend seines Verschwindens besorgt hatte. Auf dieser ist offenbar auch der Mord aufgezeichnet und diese suchen die Gangster. Axel und seine Tochter werden zunächst von Grants Leuten verfolgt, diese drehen den Spieß dann jedoch um und in einem Club kommt es zu einer Unterredung mit Grant, bei der endgültig klar wird, dass Grant in den Fall verwickelt ist. Daraufhin lässt Jane ihren Vater stehen. 
Am nächsten Tag bringt Axel mit einem Trick Jane dazu, mit ihm gemeinsam eine verdächtige Villa zu untersuchen. Auf dem Weg dorthin wird ein Mordanschlag von Kartell-Killern auf die beiden verübt, dem sie nur durch Zufall und mit Hilfe von Bobby Abbott entkommen können. Nach einem Streit mit John Taggart, der zunächst nichts von einer Beteiligung seines ehemaligen Schützlings Grant hören und wissen will und der Suspendierung von Abbott, machen sich die drei nun alleine an weitere Ermittlungen in dem Fall. Mit Hilfe eines alten Bekannten, dem Kunstgaleristen Serge, gelangen sie in das Nachbarhaus der verdächtigen Villa und finden dort auch Hinweise für die Beteiligung von Grants Truppe an dem Mord an Copeland. Sie bleiben bei dieser Aktion jedoch nicht unbeobachtet.
Da es immer noch keine handfesten Beweise gibt, suchen Axel und Bobby nun den Onkel des angeklagten Polizistenmörders auf, welcher ein stadtbekannter Drogendealer des Kartells ist. Von diesem erfahren sie die genauen Zusammenhänge. Copeland war ein Teil des Korruptionssystems von Grant, der die Drogenkartelle schützte und aussteigen wollte, und hatte aus diesem Grund auch Kontakt mit Billy Rosewood aufgenommen. Daraufhin wurde Copeland kaltblütig von Grants Leuten umgebracht und der Mord daraufhin dem Neffen angehängt. Der Onkel erzählt auch, dass Billy vermutlich am östlichen Hafen der Stadt gekidnappt wurde, wo auch die Drogen ins Land gebracht werden. Derweil schiebt Captain Grant Axel und Bobby mutwillig Drogen unter und erreicht somit die Verhaftung der beiden. Grant offenbart nun seine Beteiligung und will damit unbedingt verhindern, dass der letzte große Drogendeal, der in der kommenden Nacht stattfinden soll, gestört wird. Axel und Bobby gelingt es recht spektakulär aus der Untersuchungshaft zu entkommen, aber sie sind nun auf der Flucht und werden bereits von der Polizei gesucht. In der Nacht finden und befreien die beiden Billy im Hafen und stehlen dabei auch einen Laster mit Drogen. Billy bestätigt ihnen, dass er das Video der Ermordung von Copeland besitzt. Taggart ist zwar mittlerweile auch von der Schuld Grants überzeugt, kann dabei jedoch nicht direkt helfend eingreifen. Grant entführt derweil Jane und erpresst Axel nun damit, ihm die Drogen zu übergeben. Axel bekommt den Standort von Grant und seiner Tochter heraus und in einem Showdown befreit er dann Jane mit der Hilfe von Bobby, Taggart und Billy. Bobby tötet dabei Grant.

## Produktion
Eine Fortsetzung der Beverly-Hills-Cop-Reihe schien ab Mitte der 1990er-Jahre über einen Zeitraum von rund 20 Jahren hinweg sehr unwahrscheinlich, obwohl in den US-amerikanischen Medien immer wieder gegenteilige Berichte und Gerüchte aufkamen. Eine Fortsetzung war zu Beginn der 2010er-Jahre zunächst als Fernsehserie geplant. Es wurde im Jahr 2013 ein Pilotfilm realisiert, die Regie dabei übernahm Barry Sonnenfeld. Das Konzept wurde jedoch nicht vom Sender CBS übernommen.
Im Jahr 2014 wurde erstmals angekündigt, dass es eine Fortsetzung von Beverly Hills Cop III geben sollte. Am 3. Mai 2014 kündigte Paramount Pictures ursprünglich für den 25. März 2016 einen vierten Teil der Filmreihe an. Die Hauptrolle des Axel Foley sollte erneut Eddie Murphy spielen und Regie sollte erstmals Brett Ratner führen. Dieser Starttermin wurde jedoch wieder fallengelassen, ohne dass ein neuer Termin für den Kinostart bekanntgegeben wurde.  Ebenfalls 2016 wurden Adil El Arbi und Bilall Fallah als Regisseure genannt, ohne dass dies so geschah. Daraufhin befand sich das Filmprojekt über mehrere Jahre hinweg in der sogenannten Entwicklungshölle.
Im November 2019 kündigte Paramount schließlich an, den vierten Teil nur über den Streaming-Dienst Netflix zu veröffentlichen, allerdings ebenfalls ohne einen genauen Termin zu nennen.
Die Dreharbeiten fanden vom 29. August bis zum 25. Oktober 2022 in Detroit, Beverly Hills, San Bernardino und Los Angeles statt.
Im vierten Teil der Reihe kehrte auch John Ashton in seine Rolle als John Taggart zurück. Im dritten Teil der Reihe befand seine Figur sich bereits im Ruhestand und sein Part wurde durch Jon Flint (Hector Elizondo) ersetzt. Ursprünglich plante Ashton seinen Part auch im dritten Teil der Reihe zu spielen, da sich jedoch der Drehbeginn stetig verzögerte und ihm auch die Drehbuchentwürfe allesamt nicht gefielen, erteilte er dem Filmprojekt letztendlich eine Absage. Ebenso wie Paul Reiser und Ronny Cox, die aus ähnlichen Beweggründen ihre Mitwirkung am dritten Teil der Reihe abgesagt hatten.
Am 14. Dezember 2023 wurde auf YouTube der erste Trailer des Filmes veröffentlicht. Am 23. Mai 2024 wurde der deutschsprachige Trailer zum Film veröffentlicht.

## Synchronisation
Die deutsche Synchronisation entstand nach einem Dialogbuch von Tiyam Akbarzadeh unter dessen Dialogregie im Auftrag der Iyuno Germany.
| Rollenname                    | Schauspieler         | Synchronsprecher     |
| ----------------------------- | -------------------- | -------------------- |
| Det. Axel Foley               | Eddie Murphy         | Dennis Schmidt-Foß   |
| Det. William „Billy“ Rosewood | Judge Reinhold       | Hanns Jörg Krumpholz |
| Chief John Taggart            | John Ashton          | Tim Moeseritz        |
| Chief Jeffrey Friedman        | Paul Reiser          | Michael Nowka        |
| Serge                         | Bronson Pinchot      | Thomas Nero Wolff    |
| Jane Saunders                 | Taylour Paige        | Josephine Schmidt    |
| Det. Bobby Abbott             | Joseph Gordon-Levitt | Robin Kahnmeyer      |
| Captain Cade Grant            | Kevin Bacon          | Udo Schenk           |
| Det. Beck                     | Mark Pellegrino      | Felix Spieß          |
| Chalino Valdemoro             | Luis Guzmán          | Michael Iwannek      |
| Kurtz                         | James Preston Rogers | Frank Muth           |
| Maureen                       | Sarah Abrell         | Sabine Winterfeldt   |

## Rezeption
Mathias Grunwald bewertete den Film auf Mind Your Own F* Business mit 7 von möglichen 10 Punkten. Der Film besinne sich auf die Stärken des Vorgängers Beverly Hills Cop – Ich lös’ den Fall auf jeden Fall und Eddie Murphy glänze mit jeder Menge Energie, Sprachgeschwindigkeit, komödiantischem Talent sowie Charisma.

## Mögliche Fortsetzung
In verschiedenen Interviews rund um die Premiere zum vierten Teil zeigten sich die Hauptdarsteller Eddie Murphy, Judge Reinhold, John Ashton und Paul Reiser durchaus zugewandt für eine erneute Zusammenarbeit für den möglichen Film Beverly Hills Cop 5. Auch Produzent Jerry Bruckheimer sagte, dass man durchaus noch Ideen für ein paar Geschichten um Axel Foley im Sinn habe. Ashton verstarb jedoch am 26. September 2024.